# 天池乡 (绵竹市)
天池乡，是中华人民共和国四川省德阳市绵竹市曾经下辖的一个乡。2019年12月，撤销天池乡，将其所属行政区域划归汉旺镇管辖。

## 行政区划
天池乡撤销前下辖以下地区：
歇马庙村、花石沟村、梅子林村、大天池村和楠木沟村。